# Circe invidiosa
Circe invidiosa est un tableau peint par John William Waterhouse en 1892. Il mesure 179 cm de haut sur 85 cm de large. Il est conservé au Musée national d'Australie-Méridionale à Adélaïde. Il représente la magicienne grecque Circé.